# Liste der Stolpersteine in Magdeburg-Buckau
Die Liste der Stolpersteine in Magdeburg-Buckau enthält die Stolpersteine im Magdeburger Stadtteil Buckau, die an das Schicksal der Menschen erinnern, die im Nationalsozialismus ermordet, deportiert, vertrieben oder in den Suizid getrieben wurden. Sie ist nach Nachnamen sortiert und listet Namen, Standorte. Die Tabelle erfasst insgesamt 11 Stolpersteine und ist teilweise sortierbar; die Grundsortierung erfolgt alphabetisch nach dem Familiennamen.
| Bild                             | Inschrift | Name                             | Ort                                                                | Verlegedatum  | Anmerkungen                                                 |
| -------------------------------- | --- | -------------------------------- | ------------------------------------------------------------------ | ------------- | ----------------------------------------------------------- |
| Abosch, Susi                     | HIER WOHNTE SUSI ABOSCH JG. 1920 FLUCHT 1933 FRANKREICH INTERNIERT DRANCY DEPORTIERT 1942 ERMORDET IN AUSCHWITZ                           | Abosch, Susi                     | Schönebecker Straße 25 (Karte)                                     | 27. März 2013 | Biografie: Abosch_Susi.PDF (PDF; 184,8 kB)                  |
| Hirschhorn, Cilly                | HIER WOHNTE CILLY HIRSCHHORN JG. 1926 FLUCHT 1939 MIT HILFE POLEN ERMORDET IM BESETZTEN POLEN                                             | Hirschhorn, Cilly                | Karl-Schmidt-Str. 62 (Karte)                                       | 26. Sep. 2022 | Biografie: Hirschhorn_E_Kinder.PDF (PDF; 554 kB)            |
| Hirschhorn, Ettla Netti          | HIER WOHNTE ETTLA NETTI HIRSCHHORN GEB. HOCH JG. 1892 ´POLENAKTION´1938 BENTSCHEN/ZBASZYN ERMORDET IM BESETZTEN POLEN                     | Hirschhorn, Ettla Netti          | Karl-Schmidt-Str. 62 (Karte)                                       | 26. Sep. 2022 | Biografie: Hirschhorn_E_Kinder.PDF (PDF; 554 kB)            |
| Hirschhorn, Heinz                | HIER WOHNTE HEINZ HIRSCHHORN JG. 1920 ´POLENAKTION´1938 BENTSCHEN/ZBASZYN ERMORDET IM BESETZTEN POLEN                                     | Hirschhorn, Heinz                | Karl-Schmidt-Str. 62 (Karte)                                       | 26. Sep. 2022 | Biografie: Hirschhorn_E_Kinder.PDF (PDF; 554 kB)            |
| Krüger, Wilhem Karl August       | HIER WOHNTE WILHELM KRÜGER JG. 1894 VERHAFTET 1939 VERURTEILT §175 ZUCHTHAUS COSWIG DEPORTIERT 1942 BUCHENWALD DACHAU ERMORDET 20.11.1942 | Krüger, Wilhem Karl August       | Bernburger Straße, neben Eingang Nr. 7, vor dem Spielplatz (Karte) | 12. Sep. 2017 | Biografie: Krüger_Wilhelm_Karl_August.PDF (PDF; 456,9 kB)   |
| Loewenthal, Laura geb. Ostermann | HIER WOHNTE LAURA LOEWENTHAL JG. 1874 FLUCHT 1939 HOLLAND INTERNIERT WESTERBORK DEPORTIERT 1943 SOBIBOR ERMORDET 21.5.1943                | Loewenthal, Laura geb. Ostermann | Thiemstraße 11 (Karte)                                             | 9. Okt. 2012  | Biografie: Loewenthal_Dr_Rudolf_Ehepaar.PDF (PDF; 200,3 kB) |
| Loewenthal, Rudolf Dr.           | HIER WOHNTE DR. RUDOLF LOEWENTHAL JG. 1865 FLUCHT 1939 HOLLAND INTERNIERT WESTERBORK DEPORTIERT 1943 SOBIBOR ERMORDET 21.5.1943           | Loewenthal, Rudolf Dr.           | Thiemstraße 11 (Karte)                                             | 9. Okt. 2012  | Biografie: Loewenthal_Dr_Rudolf_Ehepaar.PDF (PDF; 200,3 kB) |
| Manneberg, Heinrich              | HIER WOHNTE HEINRICH MANNEBERG JG. 1883 DEPORTIERT 1942 GHETTO WARSCHAU ERMORDET                                                          | Manneberg, Heinrich              | Schönebecker Straße 29/30 (Karte)                                  | 1. Juli 2008  | Biografie: Manneberg_Heinrich.PDF (PDF; 266,1 kB)           |
| Strutz, Rudolf                   | HIER WOHNTE RUDOLF STRUTZ JG. 1913 VERHAFTET 6.7.1938 GEFÄNGNIS MAGDEBURG VERURTEILT §175 1941 SACHSENHAUSEN ERMORDET 21.5.1942           | Strutz, Rudolf                   | Dorotheenstr. 16, vor Sportplatz (Karte)                           | 24. Nov. 2021 | Biografie: Strutz_Rudolf.PDF (PDF; 448,5 kB)                |
| Wandrow, Hedwig geb. Franke      | HIER WOHNTE HEDWIG WANDROW GEB. FRANKE JG. 1865 DEPORTIERT 1942 THERESIENSTADT ERMORDET 15.12.1944                                        | Wandrow, Hedwig geb. Franke      | Schönebecker Straße 29/30 (Karte)                                  | 1. Juli 2008  | Biografie: Wandrow_Hedwig.PDF (PDF; 267,7 kB)               |
| Wille, Ernst                     | HIER WOHNTE ERNST WILLE JG. 1894 IM WIDERSTAND VERHAFTET 1933 ZUCHTHAUS MAGDEBURG 1939 BUCHENWALD 1943 NEUENGAMME ERMORDET 27.5.1944      | Wille, Ernst                     | Coquistraße 4 (Karte)                                              | 11. Nov. 2010 | Biografie: Wille_Ernst.PDF (PDF; 200,1 kB)                  |